# Национальный теннисный центр (Пекин)

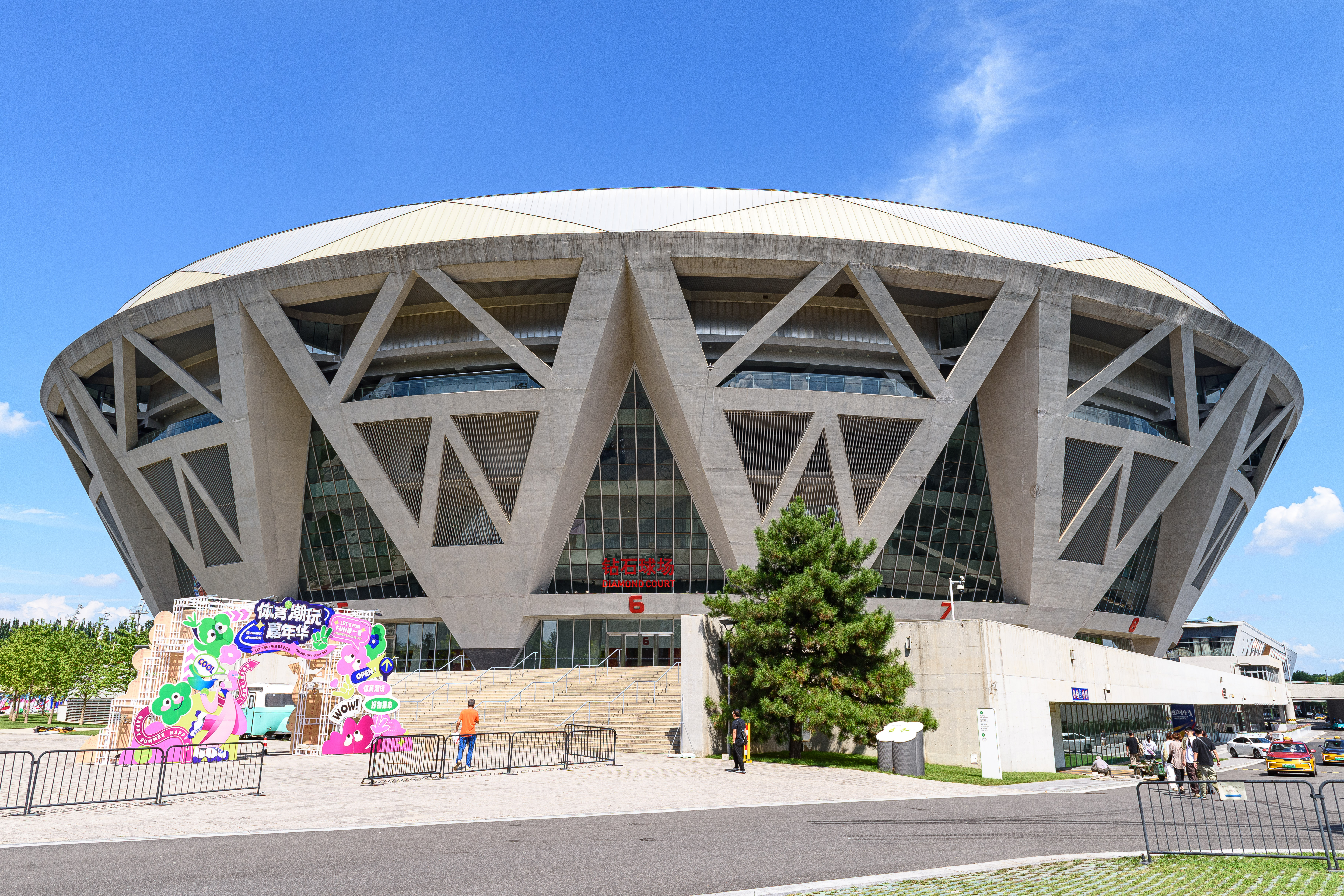
Центральный корт

Национальный теннисный центр (кит. упр. 国家网球中心, пиньинь Guójiā Wǎngqiú Zhōngxīn, англ. National Tennis Center) — спортивный комплекс, построенный к Олимпиаде 2008 года в Пекине. Был открыт 1 октября 2007 года, располагается в Олимпийском парке.
В нем проходили предварительные и финальные соревнования по теннису среди мужчин и женщин в одиночных и парных разрядах, а также Паралимпийские игры. Центр занимает площадь 26,5 тыс. м², и в соответствии с требованиями рассчитан на 17400 мест.
Проект является воплощением концепций «Зелёной Олимпиады», хай-тека и «народных Олимпийских игр». Он интегрирует мировой опыт проектирования спортивной архитектуры и имеет современный дизайн.